# Моуламјин
Моуламјин (бур. မော်လမြိုင်မြို့, мон မတ်ပလီု) је четврти највећи град Мјанмара. Главни је град савезне државе Мон. Налази се 300 километара југоисточно од Рангуна, на ушћу (делти) реке Салуен у Андаманско море. Преко реке прелази друмско-железнички мост дуг 495 m. 
Моуламјин је 2010. имао 525.927 становника. 
Изворно име града на језику мон значи „уништено око“. Легенда каже да је овде краљ народа Мон изгубио своје моћно око. 
У граду ради Универзитет у Моуламјину на којем постоје само основне студије. 